# Campeonato Mundial de Atletismo de 2011 - Lançamento de martelo feminino
O arremesso de martelo feminino do Campeonato Mundial de Atletismo de 2011 foi disputada entre os adias 2 e 4 de setembro  no Daegu Stadium, em Daegu

## Recordes
Antes desta competição, os recordes mundiais e do campeonato nesta prova eram os seguintes:
| Tipo                  | Atleta           | Distância | Local  | Data                 | Ref |
| --------------------- | ---------------- | --------- | ------ | -------------------- | --- |
|                       | Betty Heidler    | 79,42     | Halle  | 21 de maio de 2011   | ver |
| Recorde do campeonato | Anita Włodarczyk | 77,96     | Berlim | 22 de agosto de 2009 | ver |

## Medalhistas
| Ouro                  | Prata               | Bronze             |
| Tatyana Lysenko (RUS) | Betty Heidler (GER) | Zhang Wenxiu (CHN) |

## Cronograma
| Data          | Hora  | Evento        |
| ------------- | ----- | ------------- |
| 2 de setembro | 10:00 | Primeira fase |
| 4 de setembro | 18:15 | Final         |

Todos os horários são horas locais (UTC +9)

## Resultados

### Primeira fase
Qualificação: Desempenho de qualificação 71,00 m (Q) ou pelo menos 12 melhores (q) avançam para a final. 
| Colocação | Grupo | Atleta                 | Nacionalidade  | Teste 1 | Teste 2 | Teste 3 | Resultado | Notas |
| --------- | ----- | ---------------------- | -------------- | ------- | ------- | ------- | --------- | ----- |
| 1         | A     | Zhang Wenxiu           | China          | 74.17   |         |         | 74.17     | Q     |
| 2         | B     | Yipsi Moreno           | Cuba           | 73.29   |         |         | 73.29     | Q     |
| 3         | B     | Jennifer Dahlgren      | Argentina      | 67.81   | x       | 72.70   | 72.70     | Q, SB |
| 4         | A     | Tatyana Lysenko        | Rússia         | 71.94   |         |         | 71.94     | Q     |
| 5         | A     | Kathrin Klaas          | Alemanha       | 69.26   | 69.57   | 71.69   | 71.69     | Q     |
| 6         | B     | Betty Heidler          | Alemanha       | 71.48   |         |         | 71.48     | Q     |
| 7         | B     | Anita Włodarczyk       | Polónia        | 71.09   |         |         | 71.09     | Q     |
| 8         | A     | Jessica Cosby          | Estados Unidos | 71.06   |         |         | 71.06     | Q     |
|           | A     | Zalina Marghieva       | Moldávia       | x       | 70.09   | 69.85   | 70.09     | q DSQ |
| 9         | A     | Silvia Salis           | Itália         | 69.82   | 66.58   | x       | 69.82     | q     |
| 10        | A     | Bianca Perie           | Roménia        | 68.12   | 69.66   | 69.01   | 69.66     | q     |
| 11        | A     | Stéphanie Falzon       | França         | x       | 68.92   | 67.37   | 68.92     | q     |
| 12        | B     | Éva Orbán              | Hungria        | 68.89   | 68.28   | x       | 68.89     |       |
| 13        | A     | Amber Campbell         | Estados Unidos | 68.26   | 68.87   | x       | 68.87     |       |
| 14        | B     | Jeneva McCall          | Estados Unidos | 68.26   | 65.22   | 65.45   | 68.26     |       |
| 15        | B     | Alena Matoshka         | Bielorrússia   | x       | 68.23   | 67.88   | 68.23     |       |
| 16        | B     | Marina Marghiev        | Moldávia       | x       | 67.95   | x       | 67.95     |       |
| 17        | B     | Berta Castells         | Espanha        | 67.74   | 65.22   | 67.02   | 67.74     |       |
| 18        | B     | Nataliya Zolotukhina   | Ucrânia        | 67.44   | 67.57   | 65.93   | 67.57     |       |
| 19        | B     | Mona Holm              | Noruega        | 67.16   | 66.97   | x       | 67.16     |       |
| 20        | A     | Joanna Fiodorow        | Polónia        | x       | 66.88   | x       | 66.88     |       |
| 21        | A     | Alexandra Papageorgiou | Grécia         | 64.38   | 65.58   | 66.77   | 66.77     |       |
| 22        | A     | Amy Séné               | Senegal        | 66.15   | x       | 61.31   | 66.15     |       |
| 23        | A     | Merja Korpela          | Finlândia      | 63.93   | x       | 65.64   | 65.64     |       |
| 24        | A     | Vânia Silva            | Portugal       | 64.46   | 65.40   | 64.18   | 65.40     |       |
| 25        | B     | Sophie Hitchon         | Grã-Bretanha   | 61.91   | x       | 64.93   | 64.93     |       |
| 26        | B     | Masumi Aya             | Japão          | 60.14   | 64.09   | x       | 64.09     |       |
| 27        | A     | Heather Steacy         | Canadá         | 63.39   | x       | x       | 63.39     |       |
| 28        | B     | Liu Tingting           | China          | 61.45   | 62.17   | 63.12   | 63.12     |       |
| 29        | A     | Kang Na-Ru             | Coreia do Sul  | 61.05   | x       | x       | 61.05     |       |

### Final
A final foi iniciada as 18:15 
| Colocação         | Atleta            | Nacionalidade  | Teste 1 | Teste 2 | Teste 3 | Teste 4 | Teste 5 | Teste 6 | Resultado | Notas |
| ----------------- | ----------------- | -------------- | ------- | ------- | ------- | ------- | ------- | ------- | --------- | ----- |
| Medalha de ouro   | Tatyana Lysenko   | Rússia         | 76.80   | 77.09   | 77.13   | 74.51   | 75.05   | X       | 77.13     | (SB)  |
| Medalha de prata  | Betty Heidler     | Alemanha       | X       | 73.96   | 74.70   | X       | 76.06   | X       | 76.06     |       |
| Medalha de bronze | Zhang Wenxiu      | China          | 75.03   | 74.31   | X       | 73.17   | 71.86   | 74.79   | 75.03     |       |
| 4                 | Yipsi Moreno      | Cuba           | 73.29   | X       | 74.48   | X       | X       | X       | 74.48     | (SB)  |
| 5                 | Anita Wlodarczyk  | Polónia        | 73.56   | X       | 72.61   | X       | X       | 72.65   | 73.56     | (SB)  |
| 6                 | Bianca Perie      | Roménia        | 67.73   | 70.40   | 67.75   | 70.24   | 70.91   | 72.04   | 72.04     | (SB)  |
| 7                 | Kathrin Klaas     | Alemanha       | 67.02   | 70.18   | 70.67   | 71.89   | 70.44   | X       | 71.89     |       |
|                   | Zalina Marghieva  | Moldávia       | 69.99   | X       | 68.13   | 70.24   | 70.27   | 68.76   | 70.27     | DSQ   |
| 8                 | Silvia Salis      | Itália         | 68.61   | 69.88   | X       |         |         |         | 69.88     |       |
| 9                 | Jennifer Dahlgren | Argentina      | 68.27   | X       | 69.72   |         |         |         | 69.72     |       |
| 10                | Jessica Cosby     | Estados Unidos | X       |         | 68.91   | 68.15   |         |         | 68.91     |       |
| 11                | Stéphanie Falzon  | França         | 66.57   | X       | X       |         |         |         | 66.57     |       |

Legenda
| Recorde mundial       | Recorde mundial (World record)               |                       | Recorde africano                      | Recorde africano (African) |                                           | Q | Classificado por posição (Qualified) |
| Recorde do campeonato | Recorde do campeonato (Championship record)  | Recorde da América    | Recorde da América (Americas)         | q                          | Classificado por melhor tempo (Qualified) |   |                                      |
| Melhor marca do ano   | Melhor marca do ano (World leading)          | Recorde asiático      | Recorde asiático (Asian)              | DNS                        | Não largou (Did not start)                |   |                                      |
| Recorde nacional      | Recorde nacional (National record)           | Recorde europeu       | Recorde europeu (European)            | DNF                        | Não terminou (Did not finish)             |   |                                      |
| Recorde pessoal       | Recorde pessoal do atleta (Personal best)    | Recorde da Oceania    | Recorde da Oceania (Oceania)          | DSQ / DQ                   | Desclassificado (Disqualified)            |   |                                      |
| Recorde da temporada  | Recorde da temporada do atleta (Season best) | Recorde sul-americano | Recorde sul-americano (South America) | NM                         | Sem marca (No mark)                       |   |                                      |